# 우간다 인민방위군
우간다 인민방위군(영어: Uganda People's Defence Force, UPDF)은 이전에 국민저항군으로 알려져 있던 우간다의 군대이다. 2007년부터 2011년까지, 국제전략연구소는 UPDF가 40,000~45,000의 총 병력을 가졌고 육군과 공군으로 구성되었다고 추정했다. 그 군대에 대한 모집은 매년 이루어진다.
우간다가 1962년 10월에 독립을 달성한 후, 영국 장교들은 대부분의 고위급 군사 지휘권을 보유했다. 계급과 계급에 있는 우간다인들은 이 정책이 승진을 막고 그들의 급여를 불균형적으로 낮게 유지했다고 주장했다. 이러한 불만들은 결국 이미 민족적 분열로 약해진 군대를 불안정하게 만들었다. 독립 이후의 각 정권은 보통 한 지역 또는 민족 집단의 사람들 중에서 모집함으로써 군대의 규모를 확장했고, 각 정부는 정치적인 불안을 진압하기 위해 군대를 사용했다.

## 역사
우간다 군대의 기원은 아프리카 왕립 소총대대의 우간다 대대가 결성되었던 1902년으로 추적될 수 있다. 우간다 군인들은 제1차 세계 대전과 제2차 세계 대전 동안 아프리카 왕립 소총대대의 일부로서 싸웠다. 우간다가 독립을 향해 나아감에 따라, 군대는 모집을 강화했고, 정부는 국내의 불안을 잠재우기 위해 군대의 사용을 증가시켰다. 독립 이후 계속된 패턴을 만들면서, 군대는 정치에 더 밀접하게 관여하게 되었다. 예를 들어, 1960년 1월, 정치적인 폭력을 잠재우기 위해 군대는 동쪽의 부기스와 부케디 지역에 배치되었다. 그 과정에서, 군인들은 12명을 죽이고, 수백 명을 다치게 하고, 1,000명 이상을 체포했다. 군대와 시위자들 사이에 일련의 비슷한 충돌이 발생했고, 1962년 3월, 정부는 군대에 대한 통제권을 내무부로 이양함으로써 군대의 증가하는 국내 중요성을 인정했다.

### 이디 아민 정권

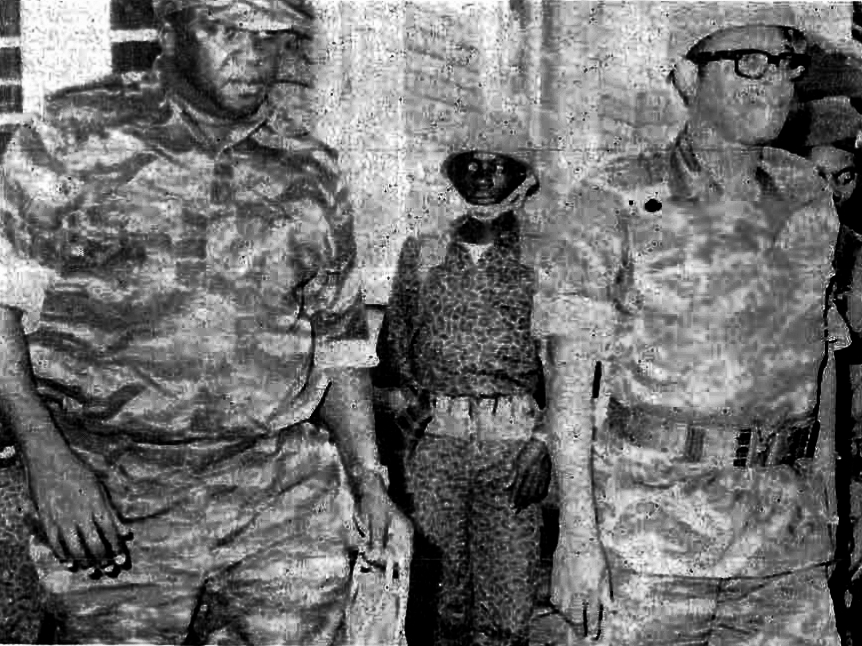
1977년 자이르의 독재자 모부투 세세 세코를 찾은 이디 아민 (왼쪽)

1971년 1월, 이디 아민과 그의 추종자들은 쿠데타를 통해 권력을 장악했다.
1972년 아시아인들을 추방한 직후, 밀턴 오보테는 탄자니아 국경을 넘어 우간다 남서부로 작은 침공을 시작했다. 27대의 트럭을 탄 그의 소규모 군대는 마사카에 있는 우간다 남부 군 초소를 점령하기 시작했지만, 발생하지 않은 아민에 대한 일반적인 봉기를 기다리기 위해 자리를 잡았다. 납치되었다고 알려진 동아프리카 항공 여객기를 탄 군인들에 의한 엔테베 국제공항의 계획된 장악은 오보테의 조종사가 항공기의 타이어를 날려 탄자니아에 남아 있게 했을 때 중단되었다. 아민은 그의 더 신뢰할 수 있는 말리레 기계화 연대를 동원하고 침략자들을 추방할 수 있었다.
1976년 엔테베 작전에서 이스라엘 방위군은 MiG-21 12대와 MiG-17 3대를 엔테베 국제공항에서 파괴했다.
우간다-탄자니아 전쟁 전인 1977년, 우간다 군대는 IISS에 의해 2개의 4개 대대 여단과 다양한 유형의 5개 대대, 그리고 훈련 연대를 갖춘 20,000명의 육상 병력으로 구성되었다고 보고되었다. 총 35대의 T-34, T-55, 그리고 M4 셔먼 중형 탱크가 있었다. SIPRI는 1975-76년에 10대의 T-34가 리비아로부터 공급되었다고 수십 년 후에 평가했다. 공군은 21대의 MiG-21과 10대의 MiG-17 전투기를 갖춘 1,000개의 강했다. IISS는 우간다 군대가 탄자니아의 맹공격에 직면하여 무너졌고 서비스 가능한 항공기는 탄자니아로 옮겨졌다고 언급했다. 그 잔당들은 반란을 일으켰던 자이르와 수단으로 망명했다. 한편, 탄자니아에 찬성하는 반군 단체들은 우간다의 새로운 정규군이 되기 위해 재편되었다.

## 최근 작업

### 소말리아 주재 아프리카 연합 사절단
UPDF는 소말리아 AU사절단(AMISOM)에서 6,200명 이상의 군인들이 복무하고 있다. AMISOM 군대의 사령관은 우간다의 중장 조나단 로노이다. 2009년 우간다의 소장 네이선 무기샤는 2009년 9월 17일 차량 폭탄 공격으로 부상을 입었고, 이로 인해 부룬디의 소장인 후베날 니요운구루자를 포함하여 9명의 군인이 사망했다.
미국은 소말리아로 향하는 UPDF 파견대를 위해 광범위한 훈련을 제공했다. 2012년 상반기에 특수 목적 해병공지기동대 12 (SPAGTF-12) 소속의 포스 레콘 해병대가 UPDF 소속 병사들을 훈련시켰다.
2012년 8월 12일, 엔테베에서 케냐를 가로질러 소말리아로 비행하던 두 대의 우간다 밀 Mi-24가 케냐의 험준한 지역에서 추락하였다. 그들은 2일 후 불에 타버린 채로 발견되었으며, 두 대의 헬리콥터에 탑승한 10명의 우간다 군인들 중 생존자는 없을 것으로 보인다. 같은 비행기의 또 다른 항공기가 케냐산에서 추락하였으며, 탑승한 7명의 우간다 군인들은 하루 후 모두 구조되었다. 이 항공기는 진행 중인 소말리아 내전에서 AMISOM을 지원하고 있었다. 동반된 밀 Mi-17 수송 헬리콥터는 예정된 급유 중단을 위해 소말리아 국경 근처 동부 케냐의 가리사 마을에 문제없이 착륙하였다.